# Fauna Europaea
Fauna Europaea ist eine Datenbank über die wissenschaftlichen Namen und die Verbreitung aller europäischen auf dem Land oder im Süßwasser lebenden vielzelligen Tiere.

## Historie
Der Aufbau wurde initiiert und finanziert von der Europäischen Union (2000–2004). Das Projekt wurde von der Universität von Amsterdam koordiniert, unterstützt durch die Universität Kopenhagen sowie das Muséum national d’histoire naturelle in Paris. Nach 15 Jahren wurde es zum Museum für Naturkunde in Berlin migriert.